# IJsworm
De ijsworm (Mesenchytraeus solifugus) is een borstelarme worm (Oligochaeta) uit de orde Haplotaxida en de familie Enchytraeidae.
Het rood-zwarte dier komt voor in de kustgletsjers van Noord-Amerika, van Alaska tot Noord-Washington. De dieren komen bij zonsondergang naar de oppervlakte en voeden zich onder andere met algen in het kristalrooster van het ijs. 
De worm is een van de weinige dieren die in ijs gedijt en sterft (smelt) wanneer de temperatuur boven de 4°C komt. Ze passen biochemische trucs toe die hen in staat stellen om in vriestemperaturen te overleven. Naar deze eigenschap worden door onder andere Amerikaanse National Institutes of Health, de National Science Foundation en Nasa onderzoek gevoerd. 
Uit DNA-analyses blijkt dat de ijswormen en hun nauwste verwanten een verbluffende variabiliteit bezitten, die hen in staat stelt om in de meest uiteenlopende omgevingen te overleven. Volgens wetenschappers liggen de genetische roots in Alaska, waar de ijsworm evolueerde uit rivierwormen. Op de poten van vogels zouden ze zich verspreid hebben.